# Waldemar Rienäcker
Waldemar Rienäcker (* 24. März 1895 in Stiege (Harz); † nach 1968) war ein deutscher Unternehmer und Wehrwirtschaftsführer im nationalsozialistischen Deutschen Reich.

## Leben

### Vor 1945
Rienäcker besaß den akademischen Grad eines Diplom-Ingenieurs und war seit 1922 in der deutschen Energiewirtschaft tätig. Er war 1925 Mitglied des Verbandes Deutscher Elektrotechniker.
In der Zeit des Nationalsozialismus trat er zum 1. Mai 1933 der NSDAP bei (Mitgliedsnummer 2.050.783) und gelangte in führende Positionen. 1935 wurde er in den Vorstand der Elektrizitätswerk Schlesien AG in Breslau berufen, in der er 1939 den Vorsitz und die Betriebsführung übernahm. Während des Zweiten Weltkriegs leitete er zudem die Energieversorgung Oberschlesien AG in Kattowitz und übernahm Funktionen in der NSDAP. Er bekleidete 1941 den Posten eines Gauamtsleiters des Amts für Technik im Gau Niederschlesien (Schlesische Elektrizitäts- und Gas AG, in Gleiwitz). Überdies war er Mitglied im NSBDT (Nationalsozialistischer Bund der Deutschen Technik), in der Abteilung für Technische Wissenschaften im Gau Niederschlesien und in der Zulassungsstelle für Wertpapiere an der Schlesischen Börse in Breslau. Zum Höhepunkt seiner beruflichen Karriere gehörte sicherlich die Ernennung zum Wehrwirtschaftsführer. Zu seinen weiteren Funktionen gehörten die als Beirat der Reichsgruppe Energiewirtschaft und der Wirtschaftsgruppe Elektrizitätsversorgung in Berlin. Rienäcker leitete die Bezirksgruppe Schlesien der Wirtschaftsgruppe Elektrizitätsversorgung in Breslau.

### Nach 1945
Rienäcker konnte seine berufliche Position in der Bundesrepublik wahren. Er war Vorsitzender des Aufsichtsrats der Rheingau-Elektrizitätswerk AG in Eltville am Rhein, außerdem gehörte er verschiedenen Aufsichtsräten an und fungierte als Beirat der Dresdner Bank in Hessen. Der bedeutsamste Posten, den Rienäcker erlangte, war der als Vorstandsmitglied der Elektrizitäts-AG vormals W. Lahmeyer & Co. in Frankfurt am Main.
Von 1959 bis 1968 war Rienäcker Mitglied der Frankfurter Gesellschaft für Handel, Industrie und Wissenschaft – Casino-Gesellschaft von 1802.
Mitglied folgender Aufsichtsräte
- Elektrizitätswerk Westerwald AG, Höhn (Westerwald)
- Frankfurter Lokalbahn AG, Frankfurt am Main
- Kraftwerk Altwürttemberg AG, Beihingen-Ludwigsburg
- Lech Elektrizitätswerke AG, Augsburg
- Main-Kraftwerke AG, Frankfurt am Main-Höchst
- Lahnkraftwerke AG, Limburg (Lahn)